# Breg pri Kočevju
Breg pri Kočevju – wieś w Słowenii, w gminie Kočevje. W 2018 roku liczyła 381 mieszkańców.